# Station Berlin Friedrichstraße
Berlin Friedrichstraße, gelegen aan de gelijknamige Friedrichstraße is een station in het centrum van Berlijn. Het is een knooppunt van regionale treinen en verschillende S-Bahn-lijnen. Het station werd in 1882 geopend, tegelijk met de Stadtbahn, het spoorwegtracé dat van west naar oost door Berlijn loopt. In 1923 werd het gelijknamige metrostation van de huidige lijn U6 geopend en in 1936 kwam er nog het ondergrondse station van de noord-zuidlijn van de S-Bahn bij.
Tot 1990 lag het station in Oost-Berlijn en was tevens grensovergang voor reizigers die met het openbaar vervoer van West-Berlijn naar het oostelijk deel van de stad wilden reizen. Het naast het station gelegen "Tränenpalast" (tranenpaleis), was het gebouw waar de grenscontroles plaatsvonden. Sinds september 2010 is er in het gebouw een tentoonstelling over deze voormalige grensovergang te bezichtigen.

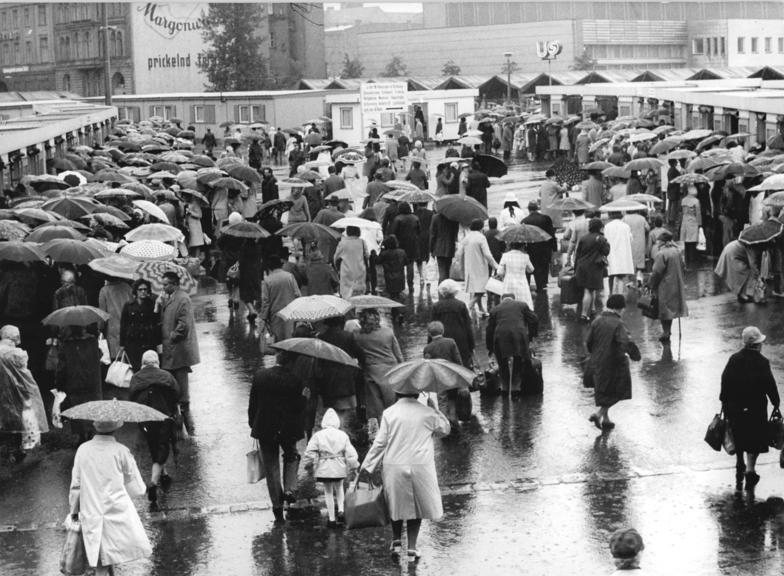
Grensovergang S-Bahnhof Friedrichstraße (1972)
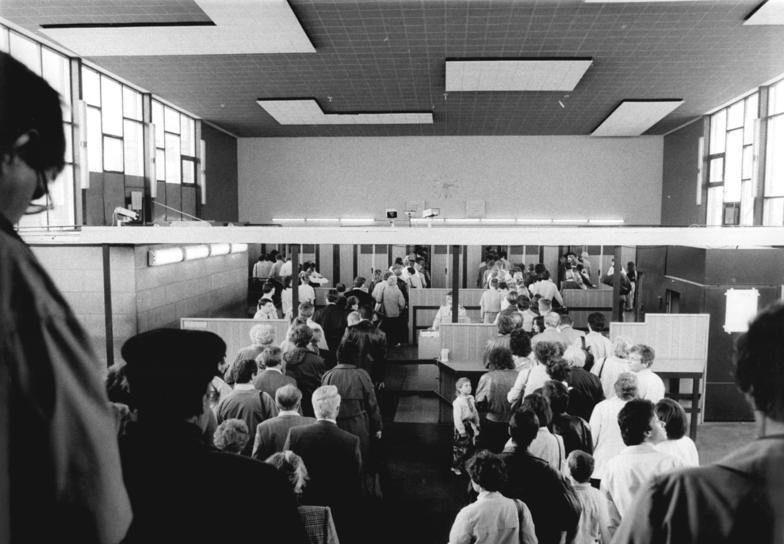
Grensovergang (1990)
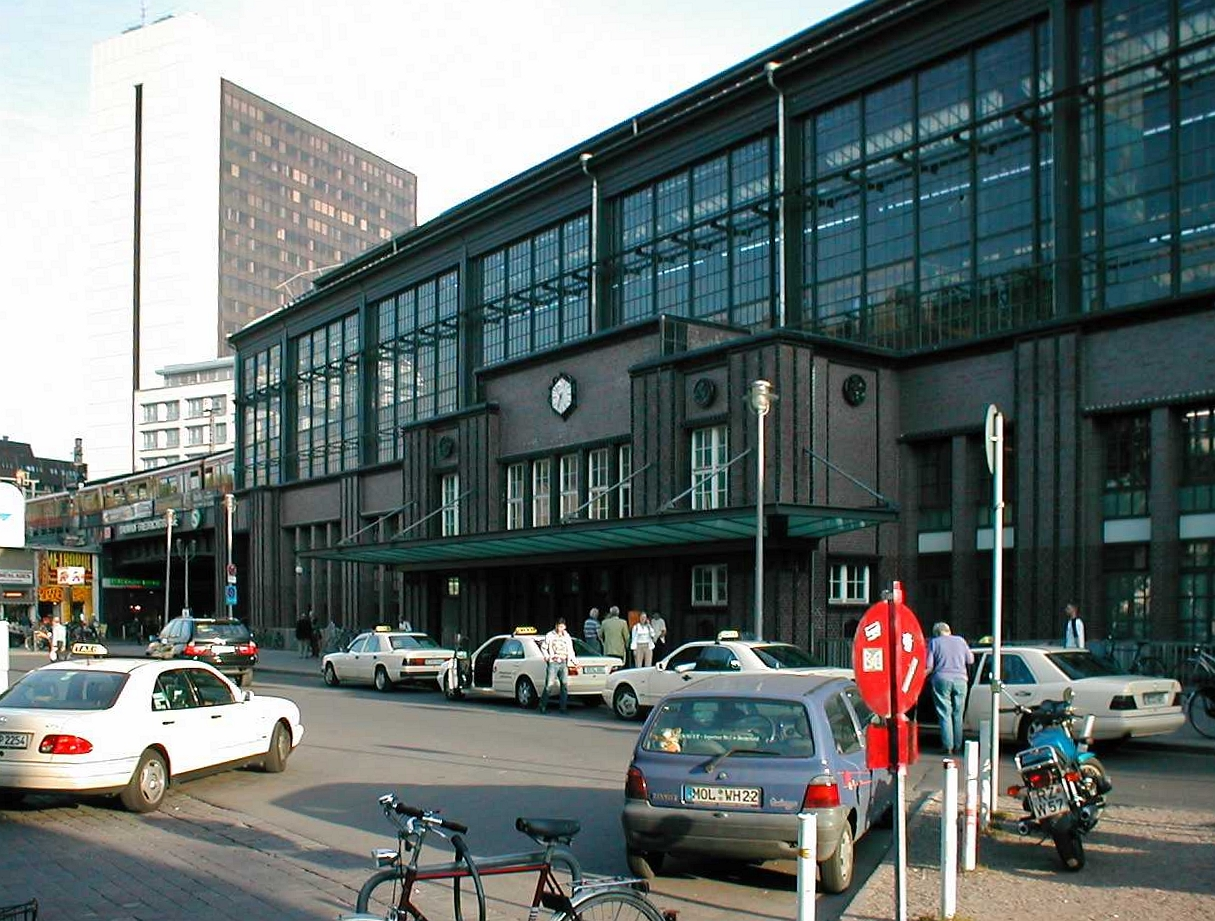
Hoofdingang
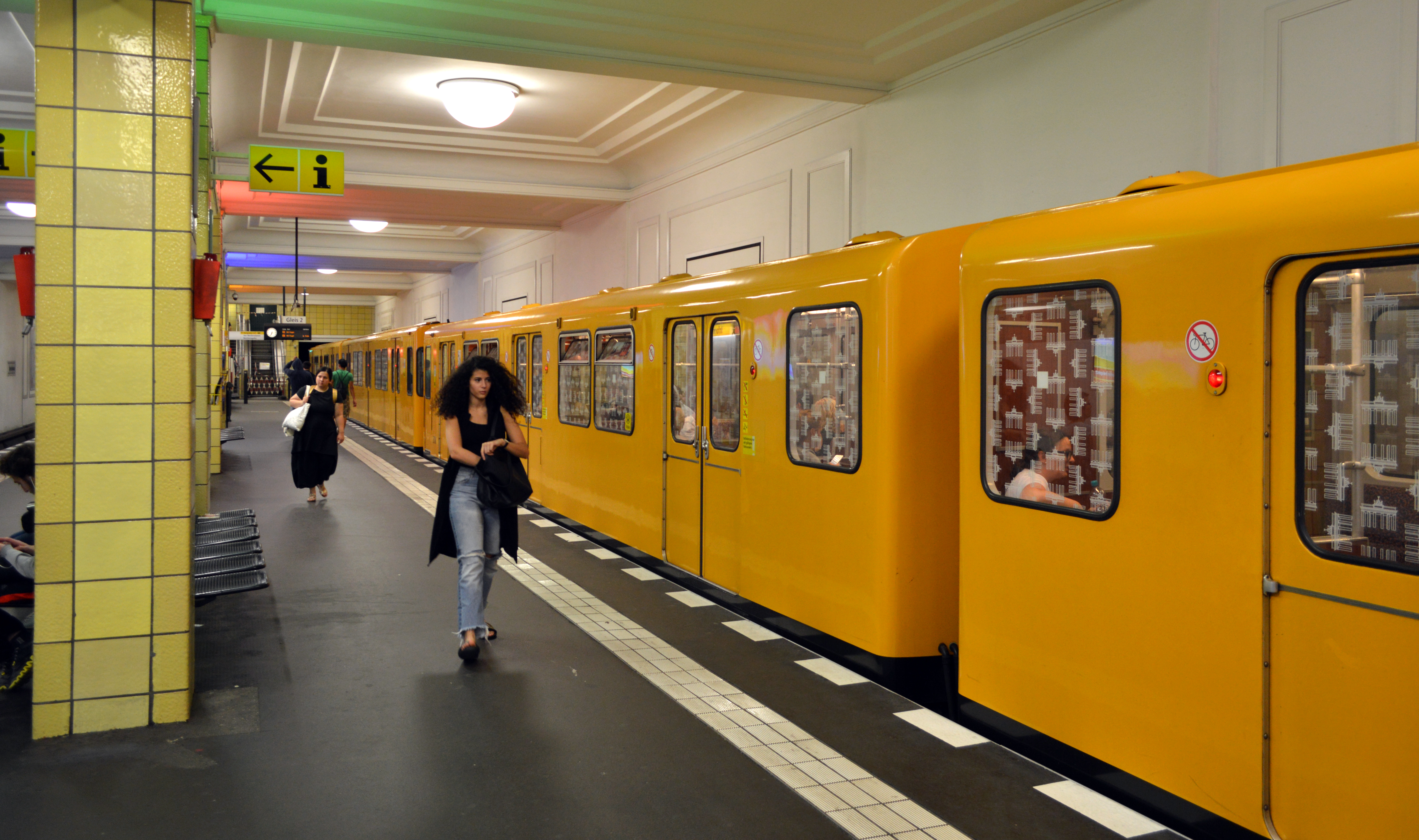
Metrovoertuig in het U-Bahn-station

- Gemeinsame Normdatei: 4521224-7
- Virtual International Authority File: 246278773
- WorldCat: E39PBJvRWjyxMT4FyBbctDQXh3